# ФК «Промкооперация» в сезоне 1932
Сезон 1932 года стал для ФК «Промкооперации» Москва одиннадцатым в своей истории. Подлинной информации о результатах выступления команды в турнирах в этом сезоне нет, это связано с тем что в 1932—1933 годах было резко сокращено освещение футбола в советской прессе.

## Состав команды
Достоверно известно выступление в первой команде Станислава Леута и Николая Старостина
Из воспоминаний, одного из основателей клуба, Николая Старостина известно, что в 1920-х и 1930-х годах за клуб выступали братья: Мошаровы (Иван, Павел, Фёдор и Александр), Козловы (Борис, Александр, Виктор и Григорий Ивановичи), Козловы (Александр и Алексей Васильевичи), Козловы (Алексей и Василий Ивановичи), Виноградовы (Виктор, Александр и Андрей), Гудовы (Филипп, Николай и Сергей) и Степановы (Николай, Сергей, Борис и Владимир).

## Первенство Замоскворецкого района 1932 (весна)
| 6-21 июня 1932 | Промкооперация (Москва) | 9:1 | Фабрика им. Калинина (Москва) | Москва |

| 6-21 июня 1932 | Промкооперация (Москва) | –:– | Парижская Коммуна (Москва) | Москва |

Результаты остальных матчей турнира неизвестны (победила «Ситценабивная фабрика» или «Парижская коммуна»). «Промкооперация» (Москва) заняла 3-е или 4-е место.

## Спартакиада Промкооперации 1932
| 5 сентября 1932 | Промкооперация (Москва) | –:– | Промкооперация (Харьков) | Ленинград |

| 6-7 сентября 1932 | Промкооперация (Москва) | 1:2 | Промкооперация (Павлово) | Ленинград |

| 7-8 сентября 1932 | Промкооперация (Москва) | 1:5 | Промкооперация (Ленинград) | Ленинград |

| 9 сентября 1932 | Промкооперация (Москва) | –:– | Промкооперация (Киев) | Ленинград |

Результаты остальных матчей турнира неизвестны (победила команда Харькова или Ленинграда). «Промкооперация» (Москва) заняла 4-е или 5-е место.

## Товарищеские матчи
| 18 апреля 1932 | ЗКП | 3:1 | Промкооперация (Москва) | Москва |

| до 30 мая 1932 | Промкооперация (Москва) | 2:4 | Трёхгорка (Москва) | Москва |

| 18 августа 1932 | Сб. Павлово-на-Оке | –:– | Промкооперация (Москва) | Павлово-на-Оке |

| 10 сентября 1932 | Сб. Калинина | –:– | Промкооперация (Москва) | Калинин |